# هولتسمادن
هولتسمادن (به آلمانی: Holzmaden) یک شهر در آلمان است که در ااسلینگن واقع شده‌است. هولتسمادن ۲٬۱۳۶ نفر جمعیت دارد.